# Red Dehnert
Robert Edward Dehnert, detto Red (New York, 24 gennaio 1924 – San Francisco, 23 settembre 1994), è stato un cestista e allenatore di pallacanestro statunitense, professionista nella BAA, nella ABL, nella PBLA e nella EPBL.
Era il nipote di Dutch Dehnert.